# Hirschthal (Szwajcaria)
Hirschthal (gsw. Herschtu) – gmina (niem. Einwohnergemeinde) w północnej Szwajcarii, w kantonie Argowia, w okręgu Aarau. 31 grudnia 2014 liczyła 1539 mieszkańców.